# Paternò
Paternò – miejscowość i gmina we Włoszech, w regionie Sycylia, w prowincji Katania.
Według danych na rok 2004 gminę zamieszkuje 44 670 osób, 310,2 os./km².